# 高賀川
高賀川（こうかがわ）は、関市洞戸高賀を流れる木曽川水系板取川支流の普通河川。高賀山、瓢ヶ岳、今淵ヶ岳の高賀三山を源流としての南西麓を断層に沿って麓へ流れて板取川と合流する。板取川合流点付近は小規模な扇状地となっている。
高賀川に沿って高賀神社への道が通じており、高賀山の信仰にまつわる伝承として牛戻し橋が架かっている。この橋は高賀山に現れた妖怪が牛のような声をしていたため、この橋より先に牛を入れてはいけないという謂れがある。山肌に高賀渓谷を形作っており、景勝地として岐阜県の名水50選に選ばれている。